# 脇原將孝
脇原 將孝（わきはら まさたか）は、日本の化学者。東京工業大学名誉教授。

## 主な略歴
- 1966年 東京理科大学理学部化学科卒業
- 1971年 東京工業大学理工学研究科化学専攻博士修了
- 1971年 東京工業大学助手
- 1982年 東京工業大学助教授
- 1989年 東京工業大学教授

## 主な所属学会
- 熱測定学会
- 固体イオニクス学会
- 電気化学会
- 米国電気化学会
- 日本化学会など

## 主な受賞
- 2008年 Yeager賞
- 2009年 電気化学会功績賞

## 著書
- 『無機工業化学』講談社、1994年
- 『最新電池技術』リアライズ社、1990年
- 『固体電気化学-実験法入門-』講談社、2001年
- 『電池便覧』丸善、2001年
- 『ミースラー・タール 無機化学』丸善、2003年
- 『ポリマーバッテリーの最新技術II』シーエムシー出版、2003年